# Khalil Housni
Khalil Housni (in arabo خليل حسنى‎?; fl. XX secolo) è stato un calciatore egiziano, di ruolo attaccante.

## Carriera

### Nazionale
Con la nazionale egiziana partecipò sia ai Giochi olimpici di Anversa, sia a quelli di Parigi.